# Liste des églises de la Loire-Atlantique
La liste des églises de la Loire-Atlantique recense de la manière la plus complète possible les églises, cathédrales et basiliques situées dans le département français de la Loire-Atlantique.
Toutes les églises de cette liste sont catholiques et du diocèse de Nantes hormis, à Nantes, l'église orthodoxe Saint-Basile-de-Césarée-et-Saint-Alexis-d'Ugine, l'église orthodoxe La Résurrection, une paroisse du doyenné de Bretagne de l'archevêché des églises orthodoxes russes en Europe occidentale, dont le siège est à Paris, une juridiction du patriarcat œcuménique de Constantinople et le temple protestant de Nantes et, à Vertou, l'église orthodoxe des Saints-Apôtres-Pierre-et-Paul, une paroisse de la métropole orthodoxe roumaine d'Europe occidentale et méridionale dont le siège est à Paris, une juridiction de l'Église orthodoxe roumaine. 
Seule, la commune de Préfailles ne comprend pas d'église mais une chapelle, la chapelle Saint-Gildas de Préfailles.

## Classement
Le classement ci-après se fait par commune selon l'ordre alphabétique.
Il est fait état des diverses protections dont peuvent bénéficier les monuments, et notamment les inscriptions et classements au titre des monuments historiques.

## Liste
| Eglise | Commune                      | Adresse                            | Coordonnées                        | Notice         | Protection     | Date      | Illustration                                                    |
| --- | ---------------------------- | ---------------------------------- | ---------------------------------- | -------------- | -------------- | --------- | --------------------------------------------------------------- |
| Église Saint-Pierre d'Abbaretz                                                                                 | Abbaretz                     |                                    | 47° 33′ 09″ nord, 1° 32′ 01″ ouest |                |                |           | Église Saint-Pierre d'Abbaretz                                  |
| Église Notre-Dame-de-l'Assomption d'Aigrefeuille-sur-Maine                                                     | Aigrefeuille-sur-Maine       |                                    | 47° 04′ 38″ nord, 1° 23′ 56″ ouest | « PA44000038 » | Inscrit        | 2007      | Église Notre-Dame-de-l'Assomption d'Aigrefeuille-sur-Maine      |
| Église Saint-Pierre d'Ancenis                                                                                  | Ancenis                      |                                    | 47° 21′ 58″ nord, 1° 10′ 31″ ouest | « PA00108565 » | Inscrit        | 1926      | Église Saint-Pierre d'Ancenis                                   |
| Église Saint-Hilaire d'Assérac                                                                                 | Assérac                      |                                    | 47° 25′ 46″ nord, 2° 23′ 25″ ouest |                |                |           | Église Saint-Hilaire d'Assérac                                  |
| Église Saint-Pierre-et-Saint-Paul d'Avessac                                                                    | Avessac                      |                                    | 47° 39′ 14″ nord, 1° 59′ 21″ ouest |                |                |           | Église Saint-Pierre-et-Saint-Paul d'Avessac                     |
| Église Saint-Brice de Basse-Goulaine                                                                           | Basse-Goulaine               |                                    | 47° 12′ 55″ nord, 1° 27′ 55″ ouest |                |                |           | Église Saint-Brice de Basse-Goulaine                            |
| Église Saint-Guénolé de Batz-sur-Mer                                                                           | Batz-sur-Mer                 |                                    | 47° 16′ 38″ nord, 2° 28′ 48″ ouest | « PA00108570 » | Classé         | 1909      | Église Saint-Guénolé de Batz-sur-Mer                            |
| Église Notre-Dame de La Baule-Escoublac                                                                        | La Baule-Escoublac           |                                    | 47° 17′ 00″ nord, 2° 23′ 46″ ouest |                |                |           | Église Notre-Dame de La Baule-Escoublac                         |
| Église Saint-Pierre d'Escoublac                                                                                | La Baule-Escoublac           |                                    | 47° 17′ 42″ nord, 2° 21′ 34″ ouest |                |                |           | Église Saint-Pierre d'Escoublac                                 |
| Église Sainte-Thérèse de La Baule-Escoublac                                                                    | La Baule-Escoublac           |                                    | 47° 17′ 03″ nord, 2° 22′ 17″ ouest |                |                |           | Image manquante Téléverser                                      |
| Église Notre-Dame-de-Bon-Secours de La Bernerie-en-Retz                                                        | La Bernerie-en-Retz          |                                    | 47° 04′ 50″ nord, 2° 02′ 08″ ouest |                |                |           | Église Notre-Dame-de-Bon-Secours de La Bernerie-en-Retz         |
| Église Saint-Friard de Besné                                                                                   | Besné                        |                                    | 47° 23′ 48″ nord, 2° 05′ 28″ ouest |                |                |           | Image manquante Téléverser                                      |
| Église Saint-Martin du Bignon                                                                                  | Le Bignon                    |                                    | 47° 05′ 55″ nord, 1° 29′ 21″ ouest |                |                |           | Église Saint-Martin du Bignon                                   |
| Église Saint-Laurent de Blain                                                                                  | Blain                        |                                    | 47° 28′ 32″ nord, 1° 45′ 49″ ouest |                |                |           | Église Saint-Laurent de Blain                                   |
| Église Saint-Émilien de Saint-Émilien-de-Blain                                                                 | Blain                        |                                    | 47° 26′ 00″ nord, 1° 42′ 41″ ouest |                |                |           | Image manquante Téléverser                                      |
| Église Saint-Omer de Saint-Omer-de-Blain                                                                       | Blain                        |                                    | 47° 28′ 27″ nord, 1° 51′ 28″ ouest |                |                |           | Image manquante Téléverser                                      |
| Église Saint-Pierre-et-Saint-Paul de La Boissière-du-Doré                                                      | La Boissière-du-Doré         |                                    | 47° 13′ 55″ nord, 1° 13′ 14″ ouest |                |                |           | Église Saint-Pierre-et-Saint-Paul de La Boissière-du-Doré       |
| Église Saint-Martin de Bonnœuvre                                                                               | Bonnœuvre                    |                                    | 47° 31′ 39″ nord, 1° 14′ 10″ ouest |                |                |           | Image manquante Téléverser                                      |
| Église Saint-Hermeland de Bouaye                                                                               | Bouaye                       |                                    | 47° 08′ 39″ nord, 1° 41′ 37″ ouest |                |                |           | Image manquante Téléverser                                      |
| Église Notre-Dame de Bouée                                                                                     | Bouée                        |                                    | 47° 19′ 10″ nord, 1° 54′ 35″ ouest |                |                |           | Église Notre-Dame de Bouée                                      |
| Église Saint-Pierre de Bouguenais                                                                              | Bouguenais                   |                                    | 47° 10′ 44″ nord, 1° 37′ 25″ ouest |                |                |           | Église Saint-Pierre de Bouguenais                               |
| Église Notre-Dame-des-Apôtres des Couëts                                                                       | Bouguenais                   |                                    | 47° 10′ 52″ nord, 1° 35′ 12″ ouest |                |                |           | Image manquante Téléverser                                      |
| Église Sainte-Radegonde-et-Saint-Sébastien de Boussay                                                          | Boussay                      |                                    | 47° 02′ 38″ nord, 1° 11′ 14″ ouest |                |                |           | Église Sainte-Radegonde-et-Saint-Sébastien de Boussay           |
| Église Saint-Sauveur de Bouvron                                                                                | Bouvron                      |                                    | 47° 25′ 02″ nord, 1° 50′ 50″ ouest |                |                |           | Église Saint-Sauveur de Bouvron                                 |
| Église Notre-Dame de Brains                                                                                    | Brains                       |                                    | 47° 10′ 07″ nord, 1° 43′ 14″ ouest |                |                |           | Église Notre-Dame de Brains                                     |
| Église Saint-Martin-et-Saint-Victor de Campbon                                                                 | Campbon                      |                                    | 47° 24′ 45″ nord, 1° 58′ 07″ ouest |                |                |           | Image manquante Téléverser                                      |
| Église Saint-Pierre-et-Saint-Paul de Carquefou                                                                 | Carquefou                    |                                    | 47° 17′ 47″ nord, 1° 29′ 33″ ouest |                |                |           | Église Saint-Pierre-et-Saint-Paul de Carquefou                  |
| Église Saint-Louis de Casson                                                                                   | Casson                       |                                    | 47° 23′ 11″ nord, 1° 33′ 35″ ouest |                |                |           | Église Saint-Louis de Casson                                    |
| Église Saint-Martin du Cellier                                                                                 | Le Cellier                   |                                    | 47° 19′ 09″ nord, 1° 20′ 52″ ouest | « PA44000042 » | Inscrit        | 2008      | Église Saint-Martin du Cellier                                  |
| Église Notre-Dame-de-l'Assomption de La Chapelle-des-Marais                                                    | La Chapelle-des-Marais       |                                    | 47° 26′ 51″ nord, 2° 14′ 28″ ouest |                |                |           | Image manquante Téléverser                                      |
| Église Saint-Pierre-et-Saint-Paul de La Chapelle-Glain                                                         | La Chapelle-Glain            |                                    | 47° 37′ 18″ nord, 1° 11′ 44″ ouest |                |                |           | Église Saint-Pierre-et-Saint-Paul de La Chapelle-Glain          |
| Église Saint-Eutrope de La Chapelle-Heulin                                                                     | La Chapelle-Heulin           |                                    | 47° 10′ 35″ nord, 1° 20′ 25″ ouest |                |                |           | Église Saint-Eutrope de La Chapelle-Heulin                      |
| Église Notre-Dame des Aulnes                                                                                   | La Chapelle-Launay           |                                    | 47° 22′ 20″ nord, 1° 58′ 19″ ouest |                |                |           | Église Notre-Dame des Aulnes                                    |
| Église Sainte-Catherine de La Chapelle-sur-Erdre                                                               | La Chapelle-sur-Erdre        |                                    | 47° 17′ 58″ nord, 1° 32′ 58″ ouest |                |                |           | Église Sainte-Catherine de La Chapelle-sur-Erdre                |
| Église Saint-Jean de Béré                                                                                      | Châteaubriant                |                                    | 47° 43′ 25″ nord, 1° 23′ 10″ ouest | « PA00108583 » | Classé         | 1906      | Église Saint-Jean de Béré                                       |
| Église Saint-Nicolas de Châteaubriant                                                                          | Châteaubriant                |                                    | 47° 43′ 08″ nord, 1° 22′ 40″ ouest |                |                |           | Église Saint-Nicolas de Châteaubriant                           |
| Église Saint-Martin-et-Saint-Vincent de Château-Thébaud                                                        | Château-Thébaud              |                                    | 47° 07′ 29″ nord, 1° 25′ 08″ ouest |                |                |           | Église Saint-Martin-et-Saint-Vincent de Château-Thébaud         |
| Église Saint-Martin d'Arthon-en-Retz                                                                           | Chaumes-en-Retz              |                                    | 47° 07′ 02″ nord, 1° 56′ 31″ ouest |                |                |           | Image manquante Téléverser                                      |
| Église Saint-Jean-Baptiste de Chéméré                                                                          | Chaumes-en-Retz              |                                    | 47° 07′ 21″ nord, 1° 54′ 53″ ouest |                |                |           | Église Saint-Jean-Baptiste de Chéméré                           |
| Église Sainte-Victoire de la Sicaudais                                                                         | Chaumes-en-Retz              |                                    | 47° 11′ 13″ nord, 1° 56′ 46″ ouest |                |                |           | Image manquante Téléverser                                      |
| Église Saint-Martin de Chauvé                                                                                  | Chauvé                       |                                    | 47° 09′ 03″ nord, 1° 59′ 05″ ouest |                |                |           | Image manquante Téléverser                                      |
| Église Saint-Martin de Cheix-en-Retz                                                                           | Cheix-en-Retz                |                                    | 47° 10′ 53″ nord, 1° 48′ 56″ ouest |                |                |           | Église Saint-Martin de Cheix-en-Retz                            |
| Église Notre-Dame-de-Bonne-Nouvelle de La Chevallerais                                                         | La Chevallerais              |                                    | 47° 28′ 00″ nord, 1° 40′ 20″ ouest |                |                |           | Église Notre-Dame-de-Bonne-Nouvelle de La Chevallerais          |
| Église Saint-Martin de La Chevrolière                                                                          | La Chevrolière               |                                    | 47° 05′ 38″ nord, 1° 36′ 42″ ouest |                |                |           | Église Saint-Martin de La Chevrolière                           |
| Église Notre-Dame de Clisson                                                                                   | Clisson                      |                                    | 47° 05′ 15″ nord, 1° 16′ 52″ ouest | « PA44000036 » | Inscrit        | 2006      | Église Notre-Dame de Clisson                                    |
| Église Saint-Jacques de Clisson                                                                                | Clisson                      |                                    | 47° 05′ 19″ nord, 1° 17′ 04″ ouest | « PA00108590 » | Inscrit        | 1941      | Église Saint-Jacques de Clisson                                 |
| Église de la Trinité de Clisson                                                                                | Clisson                      |                                    | 47° 05′ 19″ nord, 1° 16′ 35″ ouest | « PA44000005 » | Inscrit        | 1997      | Église de la Trinité de Clisson                                 |
| Église Saint-Donatien-et-Saint-Rogatien de Conquereuil                                                         | Conquereuil                  |                                    | 47° 37′ 28″ nord, 1° 45′ 06″ ouest |                |                |           | Église Saint-Donatien-et-Saint-Rogatien de Conquereuil          |
| Église Saint-Jean-Baptiste de La Bénate                                                                        | Corcoué-sur-Logne            |                                    | 46° 57′ 19″ nord, 1° 36′ 15″ ouest |                |                |           | Image manquante Téléverser                                      |
| Église Saint-Étienne de Saint-Étienne-de-Corcoué                                                               | Corcoué-sur-Logne            |                                    | 46° 57′ 58″ nord, 1° 34′ 37″ ouest |                |                |           | Image manquante Téléverser                                      |
| Église Saint-Jean-l'Évangéliste de Saint-Jean-de-Corcoué                                                       | Corcoué-sur-Logne            |                                    | 46° 57′ 48″ nord, 1° 34′ 54″ ouest |                |                |           | Image manquante Téléverser                                      |
| Église Saint-Jean-Baptiste de Cordemais                                                                        | Cordemais                    |                                    | 47° 17′ 25″ nord, 1° 52′ 44″ ouest |                |                |           | Image manquante Téléverser                                      |
| Église Saint-Martin de Corsept                                                                                 | Corsept                      |                                    | 47° 16′ 41″ nord, 2° 03′ 29″ ouest |                |                |           | Église Saint-Martin de Corsept                                  |
| Église Saint-Éloi de La Chabossière                                                                            | Couëron                      |                                    | 47° 12′ 55″ nord, 1° 40′ 44″ ouest |                |                |           | Image manquante Téléverser                                      |
| Église Notre-Dame-de-Miséricorde de Couëron                                                                    | Couëron                      |                                    | 47° 12′ 40″ nord, 1° 42′ 48″ ouest |                |                |           | Église Notre-Dame-de-Miséricorde de Couëron                     |
| Église Saint-Symphorien de Couëron                                                                             | Couëron                      |                                    | 47° 12′ 36″ nord, 1° 43′ 44″ ouest |                |                |           | Église Saint-Symphorien de Couëron                              |
| Église Saint-Pierre de Couffé                                                                                  | Couffé                       |                                    | 47° 23′ 28″ nord, 1° 17′ 37″ ouest |                |                |           | Église Saint-Pierre de Couffé                                   |
| Église Notre-Dame-de-Pitié du Croisic                                                                          | Le Croisic                   |                                    | 47° 17′ 40″ nord, 2° 30′ 48″ ouest | « PA00108600 » | Classé         | 1906      | Église Notre-Dame-de-Pitié du Croisic                           |
| Église Saint-Jean-Baptiste de Crossac                                                                          | Crossac                      |                                    | 47° 24′ 37″ nord, 2° 10′ 10″ ouest |                |                |           | Image manquante Téléverser                                      |
| Église Saint-Pierre-et-Saint-Paul de Derval                                                                    | Derval                       |                                    | 47° 40′ 00″ nord, 1° 40′ 17″ ouest |                |                |           | Église Saint-Pierre-et-Saint-Paul de Derval                     |
| Église Sainte-Marie-Madeleine de Barbechat                                                                     | Divatte-sur-Loire            |                                    | 47° 16′ 39″ nord, 1° 17′ 14″ ouest |                |                |           | Église Sainte-Marie-Madeleine de Barbechat                      |
| Église Notre-Dame-de-l'Assomption de La Chapelle-Basse-Mer                                                     | Divatte-sur-Loire            |                                    | 47° 16′ 21″ nord, 1° 20′ 19″ ouest |                |                |           | Église Notre-Dame-de-l'Assomption de La Chapelle-Basse-Mer      |
| Église Saint-Martin de Donges                                                                                  | Donges                       |                                    | 47° 19′ 07″ nord, 2° 04′ 24″ ouest |                |                |           | Image manquante Téléverser                                      |
| Église Saint-Malo de Drefféac                                                                                  | Drefféac                     |                                    | 47° 28′ 36″ nord, 2° 03′ 24″ ouest |                |                |           | Église Saint-Malo de Drefféac                                   |
| Église Saint-Martin de Fay-de-Bretagne                                                                         | Fay-de-Bretagne              |                                    | 47° 24′ 55″ nord, 1° 47′ 30″ ouest |                |                |           | Image manquante Téléverser                                      |
| Église Saint-Méréac de Fégréac                                                                                 | Fégréac                      |                                    | 47° 35′ 08″ nord, 2° 02′ 41″ ouest |                |                |           | Église Saint-Méréac de Fégréac                                  |
| Église Saint-Martin de Fercé                                                                                   | Fercé                        |                                    | 47° 47′ 45″ nord, 1° 24′ 57″ ouest |                |                |           | Église Saint-Martin de Fercé                                    |
| Église Saint-Pierre-aux-Liens de Frossay                                                                       | Frossay                      |                                    | 47° 14′ 39″ nord, 1° 56′ 02″ ouest |                |                |           | Image manquante Téléverser                                      |
| Église Notre-Dame du Gâvre                                                                                     | Le Gâvre                     |                                    | 47° 31′ 11″ nord, 1° 44′ 47″ ouest | « PA00108614 » | Inscrit        | 1926      | Église Notre-Dame du Gâvre                                      |
| Église Sainte-Marie-Madeleine de Geneston                                                                      | Geneston                     |                                    | 47° 03′ 18″ nord, 1° 30′ 53″ ouest |                |                |           | Église Sainte-Marie-Madeleine de Geneston                       |
| Église Sainte-Radegonde-et-Saint-Sébastien de Gétigné                                                          | Gétigné                      |                                    | 47° 04′ 30″ nord, 1° 15′ 00″ ouest |                |                |           | Image manquante Téléverser                                      |
| Église Saint-Martin de Gorges                                                                                  | Gorges                       |                                    | 47° 06′ 05″ nord, 1° 18′ 09″ ouest |                |                |           | Église Saint-Martin de Gorges                                   |
| Église Saint-Pierre-et-Saint-Paul de Grand-Auverné                                                             | Grand-Auverné                |                                    | 47° 35′ 29″ nord, 1° 19′ 50″ ouest |                |                |           | Église Saint-Pierre-et-Saint-Paul de Grand-Auverné              |
| Église Notre-Dame-de-l'Assomption de Grandchamp-des-Fontaines                                                  | Grandchamp-des-Fontaines     |                                    | 47° 21′ 54″ nord, 1° 36′ 19″ ouest |                |                |           | Église Notre-Dame-de-l'Assomption de Grandchamp-des-Fontaines   |
| Église Saint-Victor de La Grigonnais                                                                           | La Grigonnais                |                                    | 47° 31′ 36″ nord, 1° 40′ 02″ ouest |                |                |           | Église Saint-Victor de La Grigonnais                            |
| Église Saint-Clair de Guénouvry                                                                                | Guémené-Penfao               |                                    | 47° 36′ 14″ nord, 1° 46′ 16″ ouest |                |                |           | Église Saint-Clair de Guénouvry                                 |
| Église Saint-Michel de Guémené-Penfao                                                                          | Guémené-Penfao               |                                    | 47° 37′ 48″ nord, 1° 49′ 58″ ouest |                |                |           | Église Saint-Michel de Guémené-Penfao                           |
| Église Saint-Pierre-et-Saint-Paul de Beslé                                                                     | Guémené-Penfao               |                                    | 47° 41′ 49″ nord, 1° 51′ 58″ ouest |                |                |           | Église Saint-Pierre-et-Saint-Paul de Beslé                      |
| Église Notre-Dame-de-Grâce de Guenrouet                                                                        | Guenrouet                    |                                    | 47° 29′ 22″ nord, 1° 55′ 53″ ouest |                |                |           | Image manquante Téléverser                                      |
| Église Saint-Hermeland de Guenrouet                                                                            | Guenrouet                    |                                    | 47° 31′ 12″ nord, 1° 57′ 15″ ouest |                |                |           | Église Saint-Hermeland de Guenrouet                             |
| Collégiale Saint-Aubin de Guérande                                                                             | Guérande                     |                                    | 47° 19′ 41″ nord, 2° 25′ 44″ ouest | « PA00108621 » | Classé         | 1840      | Collégiale Saint-Aubin de Guérande                              |
| Église Saint-Clair de Saillé                                                                                   | Guérande                     |                                    | 47° 17′ 41″ nord, 2° 25′ 51″ ouest |                |                |           | Église Saint-Clair de Saillé                                    |
| Église Sainte-Marie-Madeleine de La Madeleine                                                                  | Guérande                     |                                    | 47° 21′ 22″ nord, 2° 22′ 10″ ouest |                |                |           | Église Sainte-Marie-Madeleine de La Madeleine                   |
| Église Notre-Dame-de-l'Assomption de La Haie-Fouassière                                                        | La Haie-Fouassière           |                                    | 47° 09′ 17″ nord, 1° 24′ 01″ ouest |                |                |           | Église Notre-Dame-de-l'Assomption de La Haie-Fouassière         |
| Église Sainte-Radegonde de Haute-Goulaine                                                                      | Haute-Goulaine               |                                    | 47° 11′ 57″ nord, 1° 25′ 47″ ouest |                |                |           | Église Sainte-Radegonde de Haute-Goulaine                       |
| Église Saint-Cyr d'Herbignac                                                                                   | Herbignac                    |                                    | 47° 26′ 58″ nord, 2° 19′ 00″ ouest |                |                |           | Image manquante Téléverser                                      |
| Église Saint-Cyr-et-Sainte-Julitte de Pompas                                                                   | Herbignac                    |                                    | 47° 24′ 31″ nord, 2° 21′ 14″ ouest |                |                |           | Image manquante Téléverser                                      |
| Église Saint-Nicolas de Héric                                                                                  | Héric                        |                                    | 47° 24′ 48″ nord, 1° 39′ 08″ ouest |                |                |           | Église Saint-Nicolas de Héric                                   |
| Église Sainte-Anne d'Indret                                                                                    | Indre                        |                                    | à géolocaliser                     |                |                |           | Image manquante Téléverser                                      |
| Église Saint-Hermeland de Basse-Indre                                                                          | Indre                        |                                    | 47° 11′ 55″ nord, 1° 40′ 13″ ouest |                |                |           | Église Saint-Hermeland de Basse-Indre                           |
| Église Saint-Pierre d'Issé                                                                                     | Issé                         |                                    | 47° 37′ 17″ nord, 1° 27′ 12″ ouest |                |                |           | Image manquante Téléverser                                      |
| Église Saint-Julien-et-Saint-Dulcien de Jans                                                                   | Jans                         |                                    | 47° 37′ 20″ nord, 1° 36′ 46″ ouest |                |                |           | Église Saint-Julien-et-Saint-Dulcien de Jans                    |
| Église Notre-Dame-des-Langueurs de Notre-Dame-des-Langueurs                                                    | Joué-sur-Erdre               |                                    | 47° 31′ 03″ nord, 1° 28′ 41″ ouest |                |                |           | Église Notre-Dame-des-Langueurs de Notre-Dame-des-Langueurs     |
| Église Saint-Léger de Joué-sur-Erdre                                                                           | Joué-sur-Erdre               |                                    | 47° 29′ 46″ nord, 1° 25′ 17″ ouest |                |                |           | Église Saint-Léger de Joué-sur-Erdre                            |
| Église Saint-Pierre de Juigné-des-Moutiers                                                                     | Juigné-des-Moutiers          |                                    | 47° 40′ 46″ nord, 1° 11′ 07″ ouest |                |                |           | Église Saint-Pierre de Juigné-des-Moutiers                      |
| Église de l'Immaculée-Conception du Landreau                                                                   | Le Landreau                  |                                    | 47° 12′ 19″ nord, 1° 18′ 23″ ouest |                |                |           | Église de l'Immaculée-Conception du Landreau                    |
| Église Saint-Martin de Lavau-sur-Loire                                                                         | Lavau-sur-Loire              |                                    | 47° 18′ 20″ nord, 1° 57′ 57″ ouest | « PA00108632 » | Inscrit        | 1984      | Église Saint-Martin de Lavau-sur-Loire                          |
| Église Notre-Dame-de-l'Assomption de Legé                                                                      | Legé                         |                                    | 46° 53′ 02″ nord, 1° 35′ 46″ ouest |                |                |           | Image manquante Téléverser                                      |
| Église Saint-Pierre de Ligné                                                                                   | Ligné                        |                                    | 47° 24′ 44″ nord, 1° 22′ 37″ ouest |                |                |           | Église Saint-Pierre de Ligné                                    |
| Église Notre-Dame de La Limouzinière                                                                           | La Limouzinière              |                                    | 46° 59′ 36″ nord, 1° 35′ 48″ ouest |                |                |           | Église Notre-Dame de La Limouzinière                            |
| Église Saint-Jean-Baptiste du Loroux-Bottereau                                                                 | Le Loroux-Bottereau          |                                    | 47° 14′ 18″ nord, 1° 20′ 56″ ouest | « PA00108636 » | Classé         | 1923      | Église Saint-Jean-Baptiste du Loroux-Bottereau                  |
| Église Saint-Pierre-ès-Liens de Louisfert                                                                      | Louisfert                    |                                    | 47° 40′ 29″ nord, 1° 25′ 57″ ouest |                |                |           | Église Saint-Pierre-ès-Liens de Louisfert                       |
| Église Saint-Jean de Lusanger                                                                                  | Lusanger                     |                                    | 47° 40′ 52″ nord, 1° 36′ 34″ ouest | « PA44000009 » | Inscrit        | 1997      | Image manquante Téléverser                                      |
| Église Saint-Jean-Baptiste de Lusanger                                                                         | Lusanger                     |                                    | 47° 40′ 51″ nord, 1° 35′ 19″ ouest |                |                |           | Église Saint-Jean-Baptiste de Lusanger                          |
| Église de la Sainte-Trinité-et-de-Saint-Honoré de Machecoul                                                    | Machecoul-Saint-Même         |                                    | 46° 59′ 34″ nord, 1° 49′ 06″ ouest |                |                |           | Église de la Sainte-Trinité-et-de-Saint-Honoré de Machecoul     |
| Église Saint-Maxime de Saint-Même-le-Tenu                                                                      | Machecoul-Saint-Même         |                                    | 47° 01′ 15″ nord, 1° 47′ 38″ ouest |                |                |           | Église Saint-Maxime de Saint-Même-le-Tenu                       |
| Église Saint-Rogatien de Maisdon-sur-Sèvre                                                                     | Maisdon-sur-Sèvre            |                                    | 47° 05′ 50″ nord, 1° 23′ 04″ ouest |                |                |           | Église Saint-Rogatien de Maisdon-sur-Sèvre                      |
| Église Sainte-Catherine de Malville                                                                            | Malville                     |                                    | 47° 21′ 40″ nord, 1° 51′ 49″ ouest |                |                |           | Église Sainte-Catherine de Malville                             |
| Église Saint-Martin de Marsac-sur-Don                                                                          | Marsac-sur-Don               |                                    | 47° 35′ 48″ nord, 1° 40′ 42″ ouest |                |                |           | Église Saint-Martin de Marsac-sur-Don                           |
| Église Saint-Martin de Massérac                                                                                | Massérac                     |                                    | 47° 40′ 23″ nord, 1° 54′ 51″ ouest |                |                |           | Église Saint-Martin de Massérac                                 |
| Église Saint-Pierre-et-Saint-Paul de Maumusson                                                                 | Maumusson                    |                                    | 47° 28′ 57″ nord, 1° 06′ 20″ ouest |                |                |           | Église Saint-Pierre-et-Saint-Paul de Maumusson                  |
| Église Saint-Denis de Mauves-sur-Loire                                                                         | Mauves-sur-Loire             |                                    | 47° 17′ 43″ nord, 1° 23′ 35″ ouest |                |                |           | Église Saint-Denis de Mauves-sur-Loire                          |
| Église Saint-Étienne de La Meilleraye-de-Bretagne                                                              | La Meilleraye-de-Bretagne    |                                    | 47° 33′ 29″ nord, 1° 24′ 09″ ouest |                |                |           | Église Saint-Étienne de La Meilleraye-de-Bretagne               |
| Église Saint-Pierre de Mésanger                                                                                | Mésanger                     |                                    | 47° 25′ 58″ nord, 1° 13′ 53″ ouest |                |                |           | Image manquante Téléverser                                      |
| Église Notre-Dame-de-l'Assomption de Mesquer                                                                   | Mesquer                      |                                    | 47° 23′ 56″ nord, 2° 27′ 32″ ouest |                |                |           | Image manquante Téléverser                                      |
| Église Saint-Pierre-et-Saint-Paul de Missillac                                                                 | Missillac                    |                                    | 47° 28′ 57″ nord, 2° 09′ 32″ ouest |                |                |           | Église Saint-Pierre-et-Saint-Paul de Missillac                  |
| Église Saint-Jouin de Moisdon-la-Rivière                                                                       | Moisdon-la-Rivière           |                                    | 47° 37′ 17″ nord, 1° 22′ 19″ ouest | « PA00108643 » | Inscrit        | 1978      | Église Saint-Jouin de Moisdon-la-Rivière                        |
| Église Sainte-Radegonde de Monnières                                                                           | Monnières                    |                                    | 47° 07′ 56″ nord, 1° 21′ 20″ ouest |                |                |           | Église Sainte-Radegonde de Monnières                            |
| Église Notre-Dame-de-l'Assomption de La Montagne                                                               | La Montagne                  |                                    | 47° 11′ 24″ nord, 1° 41′ 03″ ouest |                |                |           | Image manquante Téléverser                                      |
| Église Notre-Dame-de-l'Assomption de Montbert                                                                  | Montbert                     |                                    | 47° 03′ 24″ nord, 1° 29′ 20″ ouest |                |                |           | Église Notre-Dame-de-l'Assomption de Montbert                   |
| Église Saint-Étienne de Montoir-de-Bretagne                                                                    | Montoir-de-Bretagne          |                                    | 47° 19′ 41″ nord, 2° 09′ 22″ ouest |                |                |           | Image manquante Téléverser                                      |
| Église Saint-Pierre de Montrelais                                                                              | Montrelais                   |                                    | 47° 23′ 18″ nord, 0° 57′ 58″ ouest | « PA00108647 » | Inscrit        | 1982      | Église Saint-Pierre de Montrelais                               |
| Église Notre-Dame-de-la-Trinité de Mouais                                                                      | Mouais                       |                                    | 47° 41′ 46″ nord, 1° 38′ 38″ ouest |                |                |           | Église Notre-Dame-de-la-Trinité de Mouais                       |
| Église Saint-Pierre des Moutiers-en-Retz                                                                       | Les Moutiers-en-Retz         |                                    | 47° 03′ 45″ nord, 2° 00′ 04″ ouest |                |                |           | Église Saint-Pierre des Moutiers-en-Retz                        |
| Église Saint-Pierre des Mouzeil                                                                                | Mouzeil                      |                                    | 47° 26′ 55″ nord, 1° 20′ 54″ ouest |                |                |           | Église Saint-Pierre des Mouzeil                                 |
| Église Saint-Martin de Mouzillon                                                                               | Mouzillon                    |                                    | 47° 08′ 24″ nord, 1° 16′ 52″ ouest |                |                |           | Église Saint-Martin de Mouzillon                                |
| Ancienne église Saint-Georges des Batignolles                                                                  | Nantes                       |                                    | 47° 15′ 13″ nord, 1° 31′ 26″ ouest |                |                |           | Ancienne église Saint-Georges des Batignolles                   |
| Basilique Saint-Donatien-et-Saint-Rogatien                                                                     | Nantes                       |                                    | 47° 13′ 46″ nord, 1° 32′ 32″ ouest |                |                |           | Basilique Saint-Donatien-et-Saint-Rogatien                      |
| Basilique Saint-Nicolas de Nantes                                                                              | Nantes                       |                                    | 47° 12′ 55″ nord, 1° 33′ 28″ ouest | « PA00108661 » | Classé         | 1985 1986 | Basilique Saint-Nicolas de Nantes                               |
| Cathédrale Saint-Pierre-et-Saint-Paul de Nantes                                                                | Nantes                       |                                    | 47° 13′ 06″ nord, 1° 33′ 03″ ouest | « PA00108654 » | Classé         | 1862      | Cathédrale Saint-Pierre-et-Saint-Paul de Nantes                 |
| Collégiale Sainte-Françoise d'Amboise                                                                          | Nantes                       |                                    | à géolocaliser                     |                |                |           | Image manquante Téléverser                                      |
| Église Notre-Dame-de-Bon-Port                                                                                  | Nantes                       |                                    | 47° 12′ 37″ nord, 1° 34′ 08″ ouest | « PA00108660 » | Inscrit        | 1975      | Église Notre-Dame-de-Bon-Port                                   |
| Église Notre-Dame-de-la-Grande-Providence                                                                      | Nantes                       |                                    | à géolocaliser                     |                |                |           | Image manquante Téléverser                                      |
| Église Saint-Martin de Chantenay                                                                               | Nantes                       |                                    | 47° 11′ 58″ nord, 1° 35′ 34″ ouest | « PA00108844 » | Inscrit        | 1990      | Église Saint-Martin de Chantenay                                |
| Église Saint-Michel de la Croix-Bonneau                                                                        | Nantes                       |                                    | 47° 12′ 33″ nord, 1° 35′ 42″ ouest |                |                |           | Image manquante Téléverser                                      |
| Église Notre-Dame-de-Lourdes de Nantes                                                                         | Nantes                       |                                    | 47° 14′ 59″ nord, 1° 34′ 35″ ouest |                |                |           | Image manquante Téléverser                                      |
| Église Notre-Dame-de-Toutes-Aides                                                                              | Nantes                       |                                    | 47° 13′ 32″ nord, 1° 31′ 24″ ouest |                |                |           | Église Notre-Dame-de-Toutes-Aides                               |
| Église Notre-Dame-de-Toutes-Joies de Nantes                                                                    | Nantes                       |                                    | 47° 13′ 16″ nord, 1° 34′ 24″ ouest |                |                |           | Église Notre-Dame-de-Toutes-Joies de Nantes                     |
| Église Notre-Dame-des-Lumières de Nantes                                                                       | Nantes                       |                                    | 47° 12′ 38″ nord, 1° 31′ 24″ ouest |                |                |           | Église Notre-Dame-des-Lumières de Nantes                        |
| Église orthodoxe La Résurrection                                                                               | Nantes                       |                                    | 47° 14′ 18″ nord, 1° 32′ 03″ ouest |                |                |           | Image manquante Téléverser                                      |
| Église orthodoxe Saint-Basile-de-Césarée-et-Saint-Alexis-d'Ugine                                               | Nantes                       |                                    | 47° 15′ 29″ nord, 1° 31′ 21″ ouest |                |                |           | Image manquante Téléverser                                      |
| Église Sainte-Anne de Nantes                                                                                   | Nantes                       |                                    | 47° 12′ 11″ nord, 1° 34′ 47″ ouest |                |                |           | Église Sainte-Anne de Nantes                                    |
| Église Saint-Augustin de Nantes                                                                                | Nantes                       |                                    | 47° 14′ 18″ nord, 1° 32′ 43″ ouest |                |                |           | Image manquante Téléverser                                      |
| Église Saint-Bernard de Nantes                                                                                 | Nantes                       |                                    | 47° 14′ 47″ nord, 1° 31′ 58″ ouest |                |                |           | Image manquante Téléverser                                      |
| Église Saint-Clair de Nantes                                                                                   | Nantes                       |                                    | 47° 12′ 46″ nord, 1° 35′ 01″ ouest |                |                |           | Église Saint-Clair de Nantes                                    |
| Église Saint-Clément de Nantes                                                                                 | Nantes                       |                                    | 47° 13′ 17″ nord, 1° 32′ 49″ ouest |                |                |           | Église Saint-Clément de Nantes                                  |
| Église Sainte-Croix de Nantes                                                                                  | Nantes                       |                                    | 47° 12′ 55″ nord, 1° 33′ 15″ ouest |                |                |           | Église Sainte-Croix de Nantes                                   |
| Église Saint-Dominique de Nantes                                                                               | Nantes                       |                                    | 47° 15′ 19″ nord, 1° 33′ 56″ ouest |                |                |           | Image manquante Téléverser                                      |
| Église Sainte-Élisabeth de Nantes                                                                              | Nantes                       |                                    | 47° 13′ 21″ nord, 1° 32′ 13″ ouest |                |                |           | Église Sainte-Élisabeth de Nantes                               |
| Église Saint-Étienne de Nantes                                                                                 | Nantes                       |                                    | 47° 12′ 32″ nord, 1° 36′ 36″ ouest |                |                |           | Image manquante Téléverser                                      |
| Église Saint-Félix de Nantes                                                                                   | Nantes                       |                                    | 47° 13′ 53″ nord, 1° 33′ 20″ ouest |                |                |           | Église Saint-Félix de Nantes                                    |
| Église Saint-François-d'Assise de Nantes                                                                       | Nantes                       |                                    | 47° 15′ 12″ nord, 1° 33′ 24″ ouest |                |                |           | Image manquante Téléverser                                      |
| Église Saint-François-de-Sales de Nantes                                                                       | Nantes                       |                                    | 47° 13′ 45″ nord, 1° 31′ 50″ ouest |                |                |           | Image manquante Téléverser                                      |
| Église Saint-Georges des Batignolles                                                                           | Nantes                       |                                    | 47° 15′ 30″ nord, 1° 31′ 22″ ouest |                |                |           | Image manquante Téléverser                                      |
| Église Saint-Jean-Baptiste de Nantes                                                                           | Nantes                       |                                    | 47° 14′ 37″ nord, 1° 31′ 24″ ouest |                |                |           | Image manquante Téléverser                                      |
| Église Saint-Jean-Bosco de Nantes                                                                              | Nantes                       |                                    | 47° 14′ 18″ nord, 1° 32′ 03″ ouest |                |                |           | Image manquante Téléverser                                      |
| Église Sainte-Jeanne-d'Arc de Nantes                                                                           | Nantes                       | Rue du Bouillon (détruite en 2010) | 47° 13′ 05″ nord, 1° 35′ 51″ ouest |                |                |           | Image manquante Téléverser                                      |
| Église Saint-Laurent de Nantes                                                                                 | Nantes                       |                                    | 47° 13′ 25″ nord, 1° 35′ 55″ ouest |                |                |           | Image manquante Téléverser                                      |
| Église Saint-Luc de Nantes                                                                                     | Nantes                       |                                    | 47° 13′ 41″ nord, 1° 35′ 10″ ouest |                |                |           | Image manquante Téléverser                                      |
| Église Sainte-Madeleine de Nantes                                                                              | Nantes                       |                                    | 47° 12′ 18″ nord, 1° 32′ 58″ ouest |                |                |           | Église Sainte-Madeleine de Nantes                               |
| Église Saint-Marc de Nantes                                                                                    | Nantes                       |                                    | 47° 12′ 50″ nord, 1° 31′ 41″ ouest |                |                |           | Image manquante Téléverser                                      |
| Église Saint-Pasquier de Nantes                                                                                | Nantes                       |                                    | 47° 13′ 42″ nord, 1° 33′ 57″ ouest |                |                |           | Image manquante Téléverser                                      |
| Église Saint-Similien                                                                                          | Nantes                       |                                    | 47° 13′ 14″ nord, 1° 33′ 34″ ouest |                |                |           | Église Saint-Similien                                           |
| Église Sainte-Thérèse de Nantes                                                                                | Nantes                       |                                    | 47° 13′ 56″ nord, 1° 34′ 40″ ouest | « PA44000046 » | Inscrit        | 2011      | Image manquante Téléverser                                      |
| Église Saint-Jacques de Pirmil                                                                                 | Nantes                       |                                    | 47° 11′ 47″ nord, 1° 32′ 18″ ouest | « PA44000011 » | Inscrit        | 1997      | Église Saint-Jacques de Pirmil                                  |
| Église Saint-Joseph de Porterie                                                                                | Nantes                       |                                    | 47° 16′ 12″ nord, 1° 31′ 07″ ouest |                |                |           | Église Saint-Joseph de Porterie                                 |
| Église Saint-Médard du Vieux-Doulon                                                                            | Nantes                       |                                    | 47° 14′ 11″ nord, 1° 30′ 11″ ouest |                |                |           | Image manquante Téléverser                                      |
| Temple protestant de Nantes                                                                                    | Nantes                       |                                    | à géolocaliser                     |                |                | 1958      | Temple protestant de Nantes                                     |
| Église Saint-Christophe de Nort-sur-Erdre                                                                      | Nort-sur-Erdre               |                                    | 47° 26′ 25″ nord, 1° 29′ 55″ ouest |                |                |           | Église Saint-Christophe de Nort-sur-Erdre                       |
| Église Notre-Dame de Notre-Dame-des-Landes                                                                     | Notre-Dame-des-Landes        |                                    | 47° 22′ 54″ nord, 1° 42′ 40″ ouest |                |                |           | Église Notre-Dame de Notre-Dame-des-Landes                      |
| Église Saint-Martin de Noyal-sur-Brutz                                                                         | Noyal-sur-Brutz              |                                    | 47° 46′ 35″ nord, 1° 20′ 46″ ouest |                |                |           | Église Saint-Martin de Noyal-sur-Brutz                          |
| Église Saint-Pierre-aux-Liens de Nozay                                                                         | Nozay                        |                                    | 47° 33′ 58″ nord, 1° 37′ 25″ ouest |                |                |           | Église Saint-Pierre-aux-Liens de Nozay                          |
| Église Saint-Pierre-aux-Liens du Vieux-Bourg                                                                   | Nozay                        |                                    | 47° 34′ 00″ nord, 1° 36′ 58″ ouest | « PA00108762 » | Classé         | 1989      | Église Saint-Pierre-aux-Liens du Vieux-Bourg                    |
| Église Saint-Léger d'Orvault                                                                                   | Orvault                      |                                    | 47° 16′ 15″ nord, 1° 37′ 25″ ouest |                |                |           | Église Saint-Léger d'Orvault                                    |
| Église Sainte-Bernadette d'Orvault                                                                             | Orvault                      |                                    | 47° 14′ 55″ nord, 1° 35′ 55″ ouest |                |                |           | Église Sainte-Bernadette d'Orvault                              |
| Église Saint-Martin d'Oudon                                                                                    | Oudon                        |                                    | 47° 20′ 49″ nord, 1° 17′ 11″ ouest |                |                |           | Église Saint-Martin d'Oudon                                     |
| Église Saint-Louis de Paimbœuf                                                                                 | Paimbœuf                     |                                    | 47° 17′ 14″ nord, 2° 02′ 07″ ouest | « PA44000037 » | Inscrit        | 2006      | Église Saint-Louis de Paimbœuf                                  |
| Église Saint-Michel du Pallet                                                                                  | Le Pallet                    |                                    | 47° 08′ 30″ nord, 1° 20′ 26″ ouest |                |                |           | Image manquante Téléverser                                      |
| Église Saint-Vincent du Pallet                                                                                 | Le Pallet                    |                                    | 47° 08′ 18″ nord, 1° 20′ 05″ ouest |                |                |           | Image manquante Téléverser                                      |
| Église Saint-Martin de Pannecé                                                                                 | Pannecé                      |                                    | 47° 29′ 06″ nord, 1° 14′ 20″ ouest |                |                |           | Église Saint-Martin de Pannecé                                  |
| Église Saint-Pierre de Paulx                                                                                   | Paulx                        |                                    | 46° 57′ 39″ nord, 1° 45′ 19″ ouest |                |                |           | Église Saint-Pierre de Paulx                                    |
| Église Notre-Dame du Pellerin                                                                                  | Le Pellerin                  |                                    | 47° 11′ 59″ nord, 1° 45′ 06″ ouest |                |                |           | Image manquante Téléverser                                      |
| Église Saint-Sulpice de Petit-Auverné                                                                          | Petit-Auverné                |                                    | 47° 36′ 36″ nord, 1° 17′ 23″ ouest |                |                |           | Église Saint-Sulpice de Petit-Auverné                           |
| Église Saint-Pierre de Petit-Mars                                                                              | Petit-Mars                   |                                    | 47° 23′ 43″ nord, 1° 27′ 15″ ouest |                |                |           | Église Saint-Pierre de Petit-Mars                               |
| Église Saint-Guignolet de Pierric                                                                              | Pierric                      |                                    | 47° 41′ 13″ nord, 1° 44′ 12″ ouest |                |                |           | Église Saint-Guignolet de Pierric                               |
| Ancienne église de Rochementru                                                                                 | Le Pin                       |                                    | 47° 34′ 07″ nord, 1° 07′ 00″ ouest |                |                |           | Ancienne église de Rochementru                                  |
| Église Saint-Lambert du Pin                                                                                    | Le Pin                       |                                    | 47° 35′ 20″ nord, 1° 09′ 14″ ouest |                |                |           | Église Saint-Lambert du Pin                                     |
| Église Saint-Pierre de Piriac-sur-Mer                                                                          | Piriac-sur-Mer               |                                    | 47° 22′ 51″ nord, 2° 32′ 46″ ouest |                |                |           | Église Saint-Pierre de Piriac-sur-Mer                           |
| Église Notre-Dame-de-l'Assomption de La Plaine-sur-Mer                                                         | La Plaine-sur-Mer            |                                    | 47° 08′ 15″ nord, 2° 11′ 30″ ouest |                |                |           | Église Notre-Dame-de-l'Assomption de La Plaine-sur-Mer          |
| Église Saint-Jacques de La Planche                                                                             | La Planche                   |                                    | 47° 01′ 01″ nord, 1° 26′ 11″ ouest |                |                |           | Église Saint-Jacques de La Planche                              |
| Église Saint-Barnabé du Coudray                                                                                | Plessé                       |                                    | 47° 33′ 30″ nord, 1° 50′ 17″ ouest |                |                |           | Image manquante Téléverser                                      |
| Église Saint-Pierre de Plessé                                                                                  | Plessé                       |                                    | 47° 32′ 30″ nord, 1° 53′ 15″ ouest |                |                |           | Église Saint-Pierre de Plessé                                   |
| Église Saint-Martin de Pontchâteau                                                                             | Pontchâteau                  |                                    | 47° 26′ 17″ nord, 2° 05′ 16″ ouest |                |                |           | Image manquante Téléverser                                      |
| Église Saint-Guillaume de Saint-Guillaume                                                                      | Pontchâteau                  |                                    | 47° 25′ 20″ nord, 2° 07′ 16″ ouest |                |                |           | Église Saint-Guillaume de Saint-Guillaume                       |
| Église Saint-Roch de Saint-Roch                                                                                | Pontchâteau                  |                                    | 47° 24′ 19″ nord, 2° 03′ 11″ ouest |                |                |           | Église Saint-Roch de Saint-Roch                                 |
| Église Saint-Martin de Pont-Saint-Martin                                                                       | Pont-Saint-Martin            |                                    | 47° 07′ 23″ nord, 1° 35′ 00″ ouest |                |                |           | Image manquante Téléverser                                      |
| Église Saint-Pierre du Clion-sur-Mer                                                                           | Pornic                       |                                    | 47° 07′ 21″ nord, 2° 03′ 13″ ouest |                |                |           | Église Saint-Pierre du Clion-sur-Mer                            |
| Église Notre-Dame de Gourmalon                                                                                 | Pornic                       |                                    | 47° 06′ 33″ nord, 2° 06′ 04″ ouest |                |                |           | Image manquante Téléverser                                      |
| Église Saint-Gilles de Pornic                                                                                  | Pornic                       |                                    | 47° 06′ 57″ nord, 2° 06′ 13″ ouest |                |                |           | Église Saint-Gilles de Pornic                                   |
| Église Sainte-Marie de Sainte-Marie-sur-Mer                                                                    | Pornic                       |                                    | 47° 06′ 46″ nord, 2° 07′ 52″ ouest |                |                |           | Image manquante Téléverser                                      |
| Église Notre-Dame-des-Dunes de Pornichet                                                                       | Pornichet                    |                                    | 47° 15′ 57″ nord, 2° 20′ 25″ ouest |                |                |           | Église Notre-Dame-des-Dunes de Pornichet                        |
| Église Saint-Sébastien de Pornichet                                                                            | Pornichet                    |                                    | 47° 15′ 21″ nord, 2° 19′ 15″ ouest |                |                |           | Église Saint-Sébastien de Pornichet                             |
| Église Saint-Pierre de Port-Saint-Père                                                                         | Port-Saint-Père              |                                    | 47° 08′ 04″ nord, 1° 44′ 50″ ouest |                |                |           | Église Saint-Pierre de Port-Saint-Père                          |
| Église Saint-Aubin de Pouillé-les-Côteaux                                                                      | Pouillé-les-Côteaux          |                                    | 47° 27′ 17″ nord, 1° 09′ 40″ ouest |                |                |           | Église Saint-Aubin de Pouillé-les-Côteaux                       |
| Église Saint-Nicolas du Pouliguen                                                                              | Le Pouliguen                 |                                    | 47° 16′ 35″ nord, 2° 25′ 47″ ouest |                |                |           | Église Saint-Nicolas du Pouliguen                               |
| Église Saint-Côme-et-Saint-Damien de Prinquiau                                                                 | Prinquiau                    |                                    | 47° 21′ 44″ nord, 2° 00′ 37″ ouest |                |                |           | Image manquante Téléverser                                      |
| Église Saint-Martin de Puceul                                                                                  | Puceul                       |                                    | 47° 31′ 19″ nord, 1° 37′ 01″ ouest |                |                |           | Église Saint-Martin de Puceul                                   |
| Église Saint-Solesme de Quilly                                                                                 | Quilly                       |                                    | 47° 27′ 42″ nord, 1° 57′ 15″ ouest |                |                |           | Église Saint-Solesme de Quilly                                  |
| Église Saint-François-de-Sales de La Regrippière                                                               | La Regrippière               |                                    | 47° 10′ 51″ nord, 1° 10′ 31″ ouest |                |                |           | Église Saint-François-de-Sales de La Regrippière                |
| Église Saint-Martin de La Remaudière                                                                           | La Remaudière                |                                    | 47° 14′ 17″ nord, 1° 14′ 36″ ouest |                |                |           | Église Saint-Martin de La Remaudière                            |
| Église Saint-Pierre de Remouillé                                                                               | Remouillé                    |                                    | 47° 03′ 19″ nord, 1° 22′ 32″ ouest |                |                |           | Église Saint-Pierre de Remouillé                                |
| Église Saint-André du Bas-Landreau                                                                             | Rezé                         |                                    | 47° 10′ 56″ nord, 1° 33′ 50″ ouest |                |                |           | Image manquante Téléverser                                      |
| Église Saint-Vincent de La Butte-de-Praud                                                                      | Rezé                         |                                    | 47° 10′ 03″ nord, 1° 32′ 36″ ouest |                |                |           | Image manquante Téléverser                                      |
| Église Saint-Paul de Rezé                                                                                      | Rezé                         |                                    | 47° 11′ 05″ nord, 1° 32′ 51″ ouest |                |                |           | Image manquante Téléverser                                      |
| Église Saint-Pierre de Rezé                                                                                    | Rezé                         |                                    | 47° 11′ 27″ nord, 1° 34′ 12″ ouest |                |                |           | Église Saint-Pierre de Rezé                                     |
| Église Notre-Dame-de-l'Assomption de Riaillé                                                                   | Riaillé                      |                                    | 47° 31′ 04″ nord, 1° 17′ 34″ ouest |                |                |           | Église Notre-Dame-de-l'Assomption de Riaillé                    |
| Église Notre-Dame-de-l'Assomption de La Roche-Blanche                                                          | La Roche-Blanche             |                                    | 47° 26′ 25″ nord, 1° 08′ 28″ ouest |                |                |           | Église Notre-Dame-de-l'Assomption de La Roche-Blanche           |
| Église Saint-Martin de Rouans                                                                                  | Rouans                       |                                    | 47° 11′ 07″ nord, 1° 51′ 35″ ouest |                |                |           | Église Saint-Martin de Rouans                                   |
| Église Saint-Pierre-et-Saint-Paul de Rougé                                                                     | Rougé                        |                                    | 47° 47′ 01″ nord, 1° 26′ 56″ ouest |                |                |           | Église Saint-Pierre-et-Saint-Paul de Rougé                      |
| Église Saint-Pierre de Ruffigné                                                                                | Ruffigné                     |                                    | 47° 45′ 26″ nord, 1° 29′ 39″ ouest |                |                |           | Église Saint-Pierre de Ruffigné                                 |
| Église Saint-Pierre-et-Saint-Paul de Saffré                                                                    | Saffré                       |                                    | 47° 30′ 06″ nord, 1° 34′ 44″ ouest |                |                |           | Église Saint-Pierre-et-Saint-Paul de Saffré                     |
| Église Saint-Aignan de Saint-Aignan-Grandlieu                                                                  | Saint-Aignan-Grandlieu       |                                    | 47° 07′ 22″ nord, 1° 37′ 59″ ouest |                |                |           | Église Saint-Aignan de Saint-Aignan-Grandlieu                   |
| Église Saint-André de Saint-André-des-Eaux                                                                     | Saint-André-des-Eaux         |                                    | 47° 18′ 52″ nord, 2° 18′ 40″ ouest |                |                |           | Église Saint-André de Saint-André-des-Eaux                      |
| Église Saint-Aubin de Saint-Aubin-des-Châteaux                                                                 | Saint-Aubin-des-Châteaux     |                                    | 47° 43′ 09″ nord, 1° 29′ 05″ ouest |                |                |           | Image manquante Téléverser                                      |
| Église Saint-Brevin de Saint-Brevin-les-Pins                                                                   | Saint-Brevin-les-Pins        |                                    | 47° 14′ 50″ nord, 2° 10′ 02″ ouest |                |                |           | Image manquante Téléverser                                      |
| Église Saint-Colomban de Saint-Colomban                                                                        | Saint-Colomban               |                                    | 47° 00′ 35″ nord, 1° 34′ 58″ ouest |                |                |           | Image manquante Téléverser                                      |
| Église Sainte-Anne de Sainte-Anne-sur-Brivet                                                                   | Sainte-Anne-sur-Brivet       |                                    | 47° 27′ 34″ nord, 2° 00′ 20″ ouest |                |                |           | Image manquante Téléverser                                      |
| Église Sainte-Lucie de Sainte-Luce-sur-Loire                                                                   | Sainte-Luce-sur-Loire        |                                    | 47° 14′ 58″ nord, 1° 29′ 15″ ouest |                |                |           | Église Sainte-Lucie de Sainte-Luce-sur-Loire                    |
| Église Notre-Dame de Sainte-Pazanne                                                                            | Sainte-Pazanne               |                                    | 47° 06′ 12″ nord, 1° 48′ 42″ ouest | « PA44000041 » | Inscrit        | 2007      | Église Notre-Dame de Sainte-Pazanne                             |
| Église Sainte-Reine de Sainte-Reine-de-Bretagne                                                                | Sainte-Reine-de-Bretagne     |                                    | 47° 26′ 32″ nord, 2° 11′ 33″ ouest |                |                |           | Église Sainte-Reine de Sainte-Reine-de-Bretagne                 |
| Église Saint-Étienne de Saint-Étienne-de-Mer-Morte                                                             | Saint-Étienne-de-Mer-Morte   |                                    | 46° 55′ 44″ nord, 1° 44′ 32″ ouest |                |                |           | Église Saint-Étienne de Saint-Étienne-de-Mer-Morte              |
| Église Saint-Étienne de Saint-Étienne-de-Montluc                                                               | Saint-Étienne-de-Montluc     |                                    | 47° 16′ 35″ nord, 1° 46′ 50″ ouest | « PA44000039 » | Inscrit        | 2007      | Église Saint-Étienne de Saint-Étienne-de-Montluc                |
| Église Saint-Hilaire de Saint-Fiacre-sur-Maine                                                                 | Saint-Fiacre-sur-Maine       |                                    | 47° 08′ 37″ nord, 1° 24′ 58″ ouest |                |                |           | Église Saint-Hilaire de Saint-Fiacre-sur-Maine                  |
| Église Saint-Géréon de Saint-Géréon                                                                            | Saint-Géréon                 |                                    | 47° 22′ 10″ nord, 1° 11′ 52″ ouest |                |                |           | Église Saint-Géréon de Saint-Géréon                             |
| Église abbatiale de Saint-Gildas-des-Bois                                                                      | Saint-Gildas-des-Bois        |                                    | 47° 30′ 59″ nord, 2° 02′ 13″ ouest | « PA00108797 » | Classé Inscrit | 1994 2003 | Église abbatiale de Saint-Gildas-des-Bois                       |
| Église Saint-Hermeland de Saint-Herblain                                                                       | Saint-Herblain               |                                    | 47° 12′ 37″ nord, 1° 39′ 06″ ouest | « PA00108798 » | Inscrit        | 1925      | Église Saint-Hermeland de Saint-Herblain                        |
| Église Saint-Louis-de-Montfort de Saint-Herblain                                                               | Saint-Herblain               |                                    | 47° 14′ 15″ nord, 1° 35′ 43″ ouest |                |                |           | Église Saint-Louis-de-Montfort de Saint-Herblain                |
| Église Saint-Thomas de Saint-Herblain                                                                          | Saint-Herblain               |                                    | 47° 13′ 46″ nord, 1° 37′ 04″ ouest |                |                |           | Église Saint-Thomas de Saint-Herblain                           |
| Église Saint-Hilaire de Saint-Hilaire-de-Chaléons                                                              | Saint-Hilaire-de-Chaléons    |                                    | 47° 06′ 11″ nord, 1° 51′ 54″ ouest |                |                |           | Église Saint-Hilaire de Saint-Hilaire-de-Chaléons               |
| Église Saint-Hilaire de Saint-Hilaire-de-Clisson                                                               | Saint-Hilaire-de-Clisson     |                                    | 47° 03′ 45″ nord, 1° 18′ 27″ ouest |                |                |           | Église Saint-Hilaire de Saint-Hilaire-de-Clisson                |
| Église Saint-Jean de Saint-Jean-de-Boiseau                                                                     | Saint-Jean-de-Boiseau        |                                    | 47° 11′ 46″ nord, 1° 43′ 28″ ouest |                |                |           | Église Saint-Jean de Saint-Jean-de-Boiseau                      |
| Église Saint-Joachim de Saint-Joachim                                                                          | Saint-Joachim                |                                    | 47° 23′ 00″ nord, 2° 12′ 08″ ouest |                |                |           | Image manquante Téléverser                                      |
| Église Saint-Julien de Saint-Julien-de-Concelles                                                               | Saint-Julien-de-Concelles    |                                    | 47° 15′ 15″ nord, 1° 23′ 07″ ouest |                |                |           | Église Saint-Julien de Saint-Julien-de-Concelles                |
| Église Saint-Julien de Saint-Julien-de-Vouvantes                                                               | Saint-Julien-de-Vouvantes    |                                    | 47° 38′ 31″ nord, 1° 14′ 15″ ouest | « PA44000040 » | Inscrit        | 2007      | Église Saint-Julien de Saint-Julien-de-Vouvantes                |
| Église Saint-Léger de Saint-Léger-les-Vignes                                                                   | Saint-Léger-les-Vignes       |                                    | 47° 08′ 06″ nord, 1° 43′ 56″ ouest |                |                |           | Église Saint-Léger de Saint-Léger-les-Vignes                    |
| Église Saint-Léobin de Saint-Lumine-de-Clisson                                                                 | Saint-Lumine-de-Clisson      |                                    | 47° 04′ 58″ nord, 1° 20′ 13″ ouest |                |                |           | Église Saint-Léobin de Saint-Lumine-de-Clisson                  |
| Église Saint-Léobin de Saint-Lumine-de-Coutais                                                                 | Saint-Lumine-de-Coutais      |                                    | 47° 03′ 19″ nord, 1° 43′ 32″ ouest |                |                |           | Église Saint-Léobin de Saint-Lumine-de-Coutais                  |
| Église Saint-Lyphard de Saint-Lyphard                                                                          | Saint-Lyphard                |                                    | 47° 23′ 53″ nord, 2° 18′ 18″ ouest |                |                |           | Église Saint-Lyphard de Saint-Lyphard                           |
| Église Saint-Malo de Saint-Malo-de-Guersac                                                                     | Saint-Malo-de-Guersac        |                                    | 47° 21′ 09″ nord, 2° 10′ 41″ ouest |                |                |           | Église Saint-Malo de Saint-Malo-de-Guersac                      |
| Église Saint-Médard de Saint-Mars-de-Coutais                                                                   | Saint-Mars-de-Coutais        |                                    | 47° 06′ 46″ nord, 1° 44′ 06″ ouest |                |                |           | Image manquante Téléverser                                      |
| Église Saint-Médard de Saint-Mars-du-Désert                                                                    | Saint-Mars-du-Désert         |                                    | 47° 22′ 01″ nord, 1° 24′ 16″ ouest |                |                |           | Église Saint-Médard de Saint-Mars-du-Désert                     |
| Église Saint-Médard de Saint-Mars-la-Jaille                                                                    | Saint-Mars-la-Jaille         |                                    | 47° 31′ 27″ nord, 1° 11′ 09″ ouest |                |                |           | Église Saint-Médard de Saint-Mars-la-Jaille                     |
| Église Saint-Michel de Saint-Michel-Chef-Chef                                                                  | Saint-Michel-Chef-Chef       |                                    | 47° 10′ 52″ nord, 2° 08′ 54″ ouest |                |                |           | Église Saint-Michel de Saint-Michel-Chef-Chef                   |
| Église Saint-Molf de Saint-Molf                                                                                | Saint-Molf                   |                                    | 47° 23′ 29″ nord, 2° 25′ 32″ ouest |                |                |           | Église Saint-Molf de Saint-Molf                                 |
| Église de l'Immaculée-Conception de Saint-Nazaire                                                              | Saint-Nazaire                |                                    | 47° 16′ 57″ nord, 2° 15′ 39″ ouest |                |                |           | Église de l'Immaculée-Conception de Saint-Nazaire               |
| Église Notre-Dame-d'Espérance de Saint-Nazaire                                                                 | Saint-Nazaire                |                                    | 47° 15′ 46″ nord, 2° 14′ 03″ ouest |                |                |           | Église Notre-Dame-d'Espérance de Saint-Nazaire                  |
| Église Sainte-Anne de Saint-Nazaire                                                                            | Saint-Nazaire                |                                    | 47° 16′ 41″ nord, 2° 13′ 36″ ouest |                |                |           | Image manquante Téléverser                                      |
| Église Saint-Gohard de Saint-Nazaire                                                                           | Saint-Nazaire                |                                    | 47° 17′ 01″ nord, 2° 12′ 46″ ouest |                |                |           | Église Saint-Gohard de Saint-Nazaire                            |
| Église Saint-Joseph-de-Méan de Saint-Nazaire                                                                   | Saint-Nazaire                |                                    | 47° 17′ 55″ nord, 2° 11′ 18″ ouest |                |                |           | Image manquante Téléverser                                      |
| Église Saint-Marc de Saint-Marc-sur-Mer                                                                        | Saint-Nazaire                |                                    | 47° 14′ 24″ nord, 2° 16′ 53″ ouest |                |                |           | Image manquante Téléverser                                      |
| Église Saint-Nazaire de Saint-Nazaire                                                                          | Saint-Nazaire                |                                    | 47° 16′ 22″ nord, 2° 12′ 27″ ouest |                |                |           | Église Saint-Nazaire de Saint-Nazaire                           |
| Église Saint-Paul de Saint-Nazaire                                                                             | Saint-Nazaire                |                                    | 42° 41′ 01″ nord, 2° 54′ 18″ est   |                |                |           | Image manquante Téléverser                                      |
| Église Saint-Nicolas de Saint-Nicolas-de-Redon                                                                 | Saint-Nicolas-de-Redon       |                                    | 47° 38′ 40″ nord, 2° 04′ 08″ ouest |                |                |           | Église Saint-Nicolas de Saint-Nicolas-de-Redon                  |
| Église Saint-Pierre de Saint-Père-en-Retz                                                                      | Saint-Père-en-Retz           |                                    | 47° 12′ 21″ nord, 2° 02′ 36″ ouest |                |                |           | Église Saint-Pierre de Saint-Père-en-Retz                       |
| Église Saint-Philbert de Saint-Philbert-de-Grand-Lieu                                                          | Saint-Philbert-de-Grand-Lieu |                                    | 47° 02′ 10″ nord, 1° 38′ 28″ ouest |                |                |           | Image manquante Téléverser                                      |
| Église Saint-Jean de La Garillère                                                                              | Saint-Sébastien-sur-Loire    |                                    | 47° 11′ 31″ nord, 1° 31′ 26″ ouest |                |                |           | Image manquante Téléverser                                      |
| Église Saint-Sébastien de Saint-Sébastien-sur-Loire                                                            | Saint-Sébastien-sur-Loire    |                                    | 47° 12′ 31″ nord, 1° 30′ 10″ ouest |                |                |           | Église Saint-Sébastien de Saint-Sébastien-sur-Loire             |
| Église Saint-Sulpice de Saint-Sulpice-des-Landes                                                               | Saint-Sulpice-des-Landes     |                                    | 47° 34′ 28″ nord, 1° 12′ 21″ ouest |                |                |           | Image manquante Téléverser                                      |
| Église Saint-Vital de Saint-Viaud                                                                              | Saint-Viaud                  |                                    | 47° 15′ 29″ nord, 2° 01′ 18″ ouest |                |                |           | Église Saint-Vital de Saint-Viaud                               |
| Église Saint-Vincent de Saint-Vincent-des-Landes                                                               | Saint-Vincent-des-Landes     |                                    | 47° 39′ 20″ nord, 1° 29′ 45″ ouest |                |                |           | Image manquante Téléverser                                      |
| Église Saint-Jacques-et-Saint-Philippe de Sautron                                                              | Sautron                      |                                    | 47° 15′ 52″ nord, 1° 40′ 19″ ouest |                |                |           | Église Saint-Jacques-et-Saint-Philippe de Sautron               |
| Église Saint-Martin de Savenay                                                                                 | Savenay                      |                                    | 47° 21′ 39″ nord, 1° 56′ 45″ ouest |                |                |           | Église Saint-Martin de Savenay                                  |
| Église Saint-Jean-Baptiste de Sévérac                                                                          | Sévérac                      |                                    | 47° 32′ 47″ nord, 2° 04′ 44″ ouest |                |                |           | Église Saint-Jean-Baptiste de Sévérac                           |
| Église Saint-Melaine de Sion-les-Mines                                                                         | Sion-les-Mines               |                                    | 47° 44′ 05″ nord, 1° 35′ 30″ ouest |                |                |           | Église Saint-Melaine de Sion-les-Mines                          |
| Église Notre-Dame des Sorinières                                                                               | Les Sorinières               |                                    | 47° 08′ 54″ nord, 1° 31′ 47″ ouest |                |                |           | Image manquante Téléverser                                      |
| Église Saint-Pierre de Soudan                                                                                  | Soudan                       |                                    | 47° 44′ 15″ nord, 1° 18′ 22″ ouest |                |                |           | Église Saint-Pierre de Soudan                                   |
| Église Saint-Jacques de Soulvache                                                                              | Soulvache                    |                                    | 47° 49′ 44″ nord, 1° 28′ 24″ ouest |                |                |           | Église Saint-Jacques de Soulvache                               |
| Église Saint-Jean de Soulvache                                                                                 | Soulvache                    |                                    | 47° 49′ 45″ nord, 1° 28′ 28″ ouest |                |                |           | Image manquante Téléverser                                      |
| Église Saint-Étienne de Sucé-sur-Erdre                                                                         | Sucé-sur-Erdre               |                                    | 47° 20′ 27″ nord, 1° 31′ 36″ ouest |                |                |           | Église Saint-Étienne de Sucé-sur-Erdre                          |
| Église Saint-Pierre de Teillé                                                                                  | Teillé                       |                                    | 47° 27′ 41″ nord, 1° 16′ 46″ ouest |                |                |           | Image manquante Téléverser                                      |
| Église Saint-Léonard du Temple-de-Bretagne                                                                     | Le Temple-de-Bretagne        |                                    | 47° 19′ 42″ nord, 1° 47′ 29″ ouest |                |                |           | Image manquante Téléverser                                      |
| Église Saint-Vincent de Thouaré-sur-Loire                                                                      | Thouaré-sur-Loire            |                                    | 47° 16′ 02″ nord, 1° 26′ 27″ ouest |                |                |           | Église Saint-Vincent de Thouaré-sur-Loire                       |
| Église Saint-Melaine des Touches                                                                               | Les Touches                  |                                    | 47° 26′ 32″ nord, 1° 25′ 51″ ouest |                |                |           | Église Saint-Melaine des Touches                                |
| Église Saint-Jacques de Touvois                                                                                | Touvois                      |                                    | 46° 54′ 03″ nord, 1° 41′ 04″ ouest |                |                |           | Église Saint-Jacques de Touvois                                 |
| Église Saint-Pierre-aux-Liens-et-Saint-Mandé de Trans-sur-Erdre                                                | Trans-sur-Erdre              |                                    | 47° 28′ 38″ nord, 1° 22′ 21″ ouest |                |                |           | Église Saint-Pierre-aux-Liens-et-Saint-Mandé de Trans-sur-Erdre |
| Église Saint-Grégoire de Treffieux                                                                             | Treffieux                    |                                    | 47° 37′ 10″ nord, 1° 32′ 17″ ouest |                |                |           | Église Saint-Grégoire de Treffieux                              |
| Église Saint-Symphorien de Treillières                                                                         | Treillières                  |                                    | 47° 19′ 52″ nord, 1° 37′ 38″ ouest |                |                |           | Église Saint-Symphorien de Treillières                          |
| Église Saint-Éloi de Trignac                                                                                   | Trignac                      |                                    | 47° 19′ 04″ nord, 2° 11′ 20″ ouest |                |                |           | Image manquante Téléverser                                      |
| Église Notre-Dame-de-la-Nativité de La Turballe                                                                | La Turballe                  |                                    | 47° 20′ 54″ nord, 2° 29′ 25″ ouest |                |                |           | Église Notre-Dame-de-la-Nativité de La Turballe                 |
| Église Sainte-Anne de La Turballe                                                                              | La Turballe                  |                                    | 47° 20′ 55″ nord, 2° 30′ 43″ ouest |                |                |           | Église Sainte-Anne de La Turballe                               |
| Église Saint-Clément d'Anetz                                                                                   | Vair-sur-Loire               |                                    | 47° 22′ 54″ nord, 1° 06′ 10″ ouest |                |                |           | Église Saint-Clément d'Anetz                                    |
| Église Saint-Hermeland de Saint-Herblon                                                                        | Vair-sur-Loire               |                                    | 47° 24′ 30″ nord, 1° 05′ 46″ ouest |                |                |           | Église Saint-Hermeland de Saint-Herblon                         |
| Église Notre-Dame de Vallet                                                                                    | Vallet                       |                                    | 47° 09′ 42″ nord, 1° 15′ 53″ ouest |                |                |           | Église Notre-Dame de Vallet                                     |
| Église Saint-Pierre de Vay                                                                                     | Vay                          |                                    | 47° 33′ 17″ nord, 1° 42′ 10″ ouest |                |                |           | Église Saint-Pierre de Vay                                      |
| Église de la Sainte-Famille de Vertou                                                                          | Vertou                       |                                    | 47° 11′ 07″ nord, 1° 30′ 13″ ouest |                |                |           | Image manquante Téléverser                                      |
| Église Saint-Martin-de-Vertou de Vertou                                                                        | Vertou                       |                                    | 47° 10′ 06″ nord, 1° 28′ 22″ ouest |                |                |           | Église Saint-Martin-de-Vertou de Vertou                         |
| Église orthodoxe des Saints-Apôtres-Pierre-et-Paul (anciennement chapelle catholique Notre-Dame-des-Victoires) | Vertou                       | 85 bis, route de Nantes, Beautour  | à géolocaliser                     |                |                |           | Image manquante Téléverser                                      |
| Église Notre-Dame de Vieillevigne                                                                              | Vieillevigne                 |                                    | 46° 58′ 15″ nord, 1° 25′ 54″ ouest |                |                |           | Église Notre-Dame de Vieillevigne                               |
| Église de la Sainte-Trinité de La Paquelais                                                                    | Vigneux-de-Bretagne          |                                    | 47° 19′ 59″ nord, 1° 41′ 46″ ouest |                |                |           | Image manquante Téléverser                                      |
| Église Saint-Martin de Vigneux-de-Bretagne                                                                     | Vigneux-de-Bretagne          |                                    | 47° 19′ 36″ nord, 1° 44′ 15″ ouest |                |                |           | Image manquante Téléverser                                      |
| Église Notre-Dame de l'Assomption de Bourgneuf-en-Retz                                                         | Villeneuve-en-Retz           |                                    | 47° 02′ 32″ nord, 1° 57′ 12″ ouest |                |                |           | Image manquante Téléverser                                      |
| Église Notre-Dame de Fresnay-en-Retz                                                                           | Villeneuve-en-Retz           |                                    | 47° 01′ 31″ nord, 1° 52′ 38″ ouest |                |                |           | Image manquante Téléverser                                      |
| Église Saint-Cyr-Sainte-Julitte de Saint-Cyr-en-Retz                                                           | Villeneuve-en-Retz           |                                    | 47° 01′ 57″ nord, 1° 53′ 57″ ouest |                |                |           | Église Saint-Cyr-Sainte-Julitte de Saint-Cyr-en-Retz            |
| Église Notre-Dame de Villepot                                                                                  | Villepot                     |                                    | 47° 46′ 32″ nord, 1° 16′ 39″ ouest |                |                |           | Église Notre-Dame de Villepot                                   |
| Église Saint-Gervais-et-Saint-Protais de Vritz                                                                 | Vritz                        |                                    | 47° 34′ 54″ nord, 1° 04′ 11″ ouest |                |                |           | Église Saint-Gervais-et-Saint-Protais de Vritz                  |
| Église Sainte-Anne de Vue                                                                                      | Vue                          |                                    | 47° 12′ 00″ nord, 1° 52′ 40″ ouest |                |                |           | Église Sainte-Anne de Vue                                       |